# Савидис, Харрис
Ха́ррис Сави́дис (англ. Harris Savides; 28 сентября 1957 — 9 октября 2012) — американский кинооператор греческого происхождения, работавший над такими фильмами, как «Рождение», «Слон», «Марго на свадьбе». Номинант на премию BAFTA, пятикратный номинант на премию «Независимый дух».

## Биография
Савидис начинал оператором на модных показах и в телевизионной рекламе, где сотрудничал с Дэвидом Финчером и Альфонсо Куароном среди прочих, а также снимал музыкальные видео для таких исполнителей, как Мадонна (видео Rain, Bedtime Story), Том Уэйтс, Radiohead и Coldplay.
Наиболее продуктивным является сотрудничество Савидиса с американским режиссёром Гасом Ван Сентом: с ним он снял «Найти Форрестера», «Джерри», «Слона», «Последние дни». Критиками также отмечена как мастерская операторская работа Савидиса над фильмами Дэвида Финчера «Игра» и «Зодиак».

## Избранная фильмография
- 1992 — Лесное озеро (ТВ) / Lake Consequence
- 1996 — Пленники небес / Heaven’s Prisoners
- 1997 — Игра / The Game
- 1997 — Иллюмината[англ.] / Illuminata
- 2000 — Найти Форрестера / Finding Forrester
- 2000 — Ярды/ The Yards
- 2001 — Джерри / Gerry (премия Нью-Йоркского общества кинокритиков)
- 2002 — Слон / Elephant (премия Нью-Йоркского общества кинокритиков)
- 2003 — Рождение / Birth
- 2005 — Последние дни / The Last Days
- 2007 — Зодиак / Zodiac
- 2007 — Гангстер / American Gangster (номинация на премию BAFTA)
- 2007 — Марго на свадьбе / Margot at the Wedding
- 2008 — Харви Милк / Milk
- 2009 — Будь что будет/ Whatever Works
- 2010 — Где-то/ Somewhere
- 2010 — Гринберг / Greenberg
- 2011 — Не сдавайся / Restless
- 2013 — Элитное общество / The Bling Ring